# Mogovidita
La mogovidita és un mineral de la classe dels silicats que pertany al grup de l'eudialita. Rep el nom de la muntanya Моgо-Vid, situada a prop de la localitat tipus.

## Característiques
La mogovidita és un silicat de fórmula química Na₉(Ca,Na)₁₂Fe₂Zr₃Si₂₅O₇₂(CO₃)(OH)₄. Va ser aprovada com a espècie vàlida per l'Associació Mineralògica Internacional l'any 2004. Cristal·litza en el sistema trigonal. La seva duresa a l'escala de Mohs és 5,5.
Segons la classificació de Nickel-Strunz, la mogovidita pertany a «09.CO: Ciclosilicats amb enllaços de 9 [Si9O27]18-» juntament amb els següents minerals: al·luaivita, eudialita, ferrokentbrooksita, kentbrooksita, khomyakovita, manganokhomyakovita, oneil·lita, raslakita, feklichevita, carbokentbrooksita, zirsilita-(Ce), ikranita, taseqita, rastsvetaevita, golyshevita, labirintita, johnsenita-(Ce), georgbarsanovita, aqualita, dualita, andrianovita, voronkovita i manganoeudialita.

## Formació i jaciments
Va ser descoberta a la mina Kovdor Zheleznyi, situada al massís de Kovdor, dins l'óblast de Múrmansk (Rússia). Es tracta de l'únic indret de tot el planeta on ha estat descrita aquesta espècie mineral.